# Вибух у пустелі
«Вибух у пустелі» — історичний роман українського письменника Івана Корсака, що вийшов 2015 року у київському видавництві «Ярославів Вал». Роман оповідає про українську родину Кістяківських. Також у книзі згадується вагомий внесок українців до світової науки і високих технологій.
Головним героєм роману є фізик Георгій Кістяківський, котрий брав участь у розробленні атомної бомби в США, перебував на посаді наукового радника Президента США.
При написанні книги автором використовувалися англомовні джерела, які не були доступні в Україні.